# Settsu
Este artigo é sobre a cidade de Setttsu, para a antiga província japonesa, veja Província de Settsu
Settsu (摂津市 -shi) é uma cidade japonesa localizada na província de Osaka.
Em 2003 a cidade tinha uma população estimada em 85 110 habitantes e uma densidade populacional de 5 723,60 h/km². Tem uma área total de 14,87 km².
Recebeu o estatuto de cidade a 1 de Novembro de 1966.